# معركة ذات الحمامة
معركة ذات الحمامة هي معركة حدث سنة 1005م بين الجيش الفاطمي بي قيادة ينال الطويل وبنوا قرة بي قيادة ابو ركوة وهي احدة معارك ثورة ابو ركوة التي انتصر فيها أبو ركوة   